# Cesão Duílio
Cesão Duílio (em latim: Kaeso Duillius) foi um político da gente Duília da República Romana, eleito cônsul em 336 a.C. com Lúcio Papírio Crasso.

## Consulado (336 a.C.)
Em 336 a.C., foi eleito cônsul com Lúcio Papírio Crasso. Este ano foi notável principalmente por causa da guerra contra os ausônios, um povo que habitava a cidade de Cales e que havia se aliado aos vizinhos, os sidicínios, contra os romanos. Os dois povos foram derrotados numa batalha de pouca importância e forçados a fugir. Depois desta vitória, Lúcio Papírio e Cesão Duílio decidiram não perseguir os inimigos derrotados para destruí-los. O Senado, porém, que não gostava nem um pouco dos sidicínios por causa das constantes agressões contra os romanos no passado, ficaram incomodados com a decisão dos cônsules de permitirem que eles recuassem em paz. Por isso, no ano seguinte, os senadores elegeram Marco Valério Corvo, um renomado comandante militar, para lidar com os sidicínios, o que os cônsules de 336 a.C. foram incapazes de fazer.

## Triúnviro (334 a.C.)
Dois anos depois, em 334 a.C., foi nomeado, através de um senatus consultum, triúnviro com Tito Quíncio e Marco Fábio para criar uma colônia de 2 500 homens na cidade de Cales, conquistada no ano anterior por Marco Valério Corvo na continuação da guerra não terminada de Cesão Duílio e Lúcio Papírio.